# Tommy Flanagan
Tommy Flanagan, właśc. Thomas Lee Flanagan (ur. 16 marca 1930 w Detroit zm. 16 listopada 2001 w Nowym Jorku) – amerykański pianista jazzowy, kompozytor; muzyk znany powszechnie z wieloletniego akompaniowania Elli Fitzgerald.
Flanagann brał też udział w nagraniach wielu, wysoko ocenianych przez krytykę albumów: Giant Steps Johna Coltrane’a, Saxophone Colossus Sonny’ego Rollinsa, The Incredible Jazz Guitar of Wes Montgomery czy Straight Life Arta Peppera. Współpracował również z takimi muzykami jak: Freddie Hubbard, Dexter Gordon, Gene Ammons czy Coleman Hawkins.

## Życiorys

### 1930-1956 Wczesne lata w Detroit
Thomas Lee Flanagan urodził się w 1930. Jego ojciec – Johnson Flanagan – był pracownikiem poczty. Matka prowadziła dom, wychowując dzieci. Rodzice byli ludźmi muzykalnymi, ojciec śpiewał w kwartecie wokalnym; matka - Ida Mae - samodzielnie opanowała zapis nutowy. Johnson Jr., starszy brat Tommy’ego, był zawodowym pianistą grającym w klubach w Detroit.
Pierwszym instrumentem Tommy’ego był klarnet, który otrzymał mając 6 lat, jednak gra na pianinie pociągała go bardziej. Gdy miał 11 lat, rodzice wynajęli nauczycielkę muzyki – Gladys Dillard, dzięki której poznał podstawy gry na tym instrumencie i klasyczny repertuar (Bach, Chopin), mało jednak konkurencyjny wobec jazzu. Uczęszczał do publicznej szkoły Northem High School. Jego szkolnymi kolegami byli m.in. Sonny Red (później saksofonista) i Roland Hanna (również pianista). Dzięki realizowanemu przez szkołę programowi muzycznemu dla utalentowanej młodzieży, wszyscy trzej otrzymali solidne podstawy do dalszej nauki i grania.
Zajęcie brata pozwalało Tommy’emu na przebywanie w klubach i słuchanie występujących tam muzyków. W jednym z bardziej znanych lokali Detroit, w Blue Bird Inn, zespół klubowy prowadził pianista Phil Hill. Dzięki niemu Flanagan miał swój profesjonalny debiut w wieku 15 lat. W 1945 Hill pozwolił bowiem Tommy’emu grać w swoim zespole. Sytuacja nie trwała jednak długo, bo na jego występy nie wyraził zgody właściciel „Blue Birda”. Po ukończeniu szkoły Flanagan zaczął grać zawodowo, będąc członkiem grup prowadzonych przez innych muzyków z Detroit (np. Rudy’ego Rutherforda) lub towarzysząc piosenkarzowi Bobby’emu Castonowi. Nieco później, około 1947 założył trio z gitarzystą Kennym Burrellem i basistą Alvinem Jacksonem. Razem z Burrellem grali też jako członkowie grupy prowadzonej przez saksofonistę Lucky’ego Thompsona. Z tego okresu datuje się też znajomość z nowym stylem w jazzie, bebopem, którego Flanagan został wielkim entuzjastą. Grywał w Blue Bird Inn, gdzie towarzyszył podczas występów takim muzykom jak trębacz Thad Jones czy saksofonista Billy Mitchell. Jednak na przełomie lat 40. i 50. przez długie okresy pozostawał bez pracy, nie zgadzając się na mniej ambitne granie, którego wymagali właściciele lokali w Detroit. 
Służbę wojskową odbywał w latach 1951-1953. Po przeszkoleniu w Forcie Leonard (Missouri), został wysłany do Korei. Stacjonował w Gunsan, gdzie wykonywał m.in. obowiązki kinooperatora. Po zakończeniu służby powrócił do Detroit i do grania w klubach. Występował w Klein's Showbar, The Crystal Show Bar, The Rouge Lounge. Kiedy grupa muzyków założyła New World Music Society, wynajęła salę przy Woodward Avenue i raz w tygodniu organizowała koncerty, Flanagan również brał w nich udział (a razem z nim Kenny Burrell, Yusef Lateef, Donald Byrd czy Barry Harris). 

### 1956–1990 Kariera w Nowym Jorku i współpraca z Ellą Fitzgerald
W 1956 (za namową Burrella) wyjechał do Nowego Jorku, co okazało się trafną decyzją. Dzięki znajomości z Thadem Jonesem już niecały miesiąc po przybyciu, około połowy marca 1956, udało im się uczestniczyć w sesji nagraniowej dla wytwórni Blue Note Records (album Detroit-New York Junction), dokładnie w dzień swych 26. urodzin pianista brał udział w sesji dla Milesa Davisa (Collectors' Items), a 22 czerwca Flanagan nagrywał z Sonnym Rollinsem jego Saxophone Colossus. 
Pierwszą pracą, poza okazjonalnymi koncertami w klubach Smal's i Club 125, było zastępstwo pianisty Birdland Club - Buda Powella. Inne zastępstwo, za Dona Abneya, który w końcu lipca 1956 miał na Newport Jazz Festival akompaniować Elli Fitzgerald, choć trwało tylko miesiąc zaowocowało późniejszą długoletnią współpracą z pieśniarką.
W 1957, jako członek zespołu J.J. Johnsona, wyjechał na serię koncertów do Europy. Tam nagrał swój pierwszy album Overseas. Towarzyszyli mu muzycy, z którymi grał u Johnsona: kontrabasista Wilbur Little i perkusista Elvin Jones. Na przełomie lat 50. i 60. wspólne występy proponowali mu często: Oscar Pettiford, J.J. Johnson (1956-1958), Harry „Sweets” Edison (1959-1960) i Coleman Hawkins (1961).
Na początku lat 60. Flanagan występował w nowojorskim Five Spot Club (razem z basistą Percym Heathem i Jimem Hallem na gitarze). Brał też udział w nagraniach kolejnych płyt, bowiem zapraszał go studia Wes Montgomery (1960) czy Coleman Hawkins (At Ease With Coleman Hawkins, 1960).
W latach 1963–1965 był już pianistą w zespole stale towarzyszącym Elli Fitzgerald (prócz niego grali jeszcze: kontrabasista Jim Hughart, gitarzysta Les Spann – po jego rezygnacji zastępowany przez Roya Eldridge’a – i perkusista Gus Johnson). Po kilkuletniej przerwie, w czasie której Flanagan m.in. akompaniował i był kierownikiem muzycznym Tony’ego Bennetta, współpraca z Fitzgerald została wznowiona w 1968. To był bardzo wyczerpujący okres, ponieważ pieśniarka pracowała bardzo intensywnie, robiąc przerwy w występach jedynie na czas Świąt Bożego Narodzenia i miesięcznego urlopu w lecie. W 1971 towarzyszyli Fitzgerald podczas koncertu w czasie uroczystości pogrzebowych Louisa Armstronga. Obowiązki pianisty i kierownika muzycznego pełnił Flanagan dla Elli aż do jesieni 1978, kiedy to - po ataku serca - zrezygnował z tej pracy (powrócił na estrady na początku 1980).
W 1975 ukazał się jego własny album z koncertowymi nagraniami z Tokio (z kontrabasistą Keterem Bettsem i perkusistą Bobbym Durhamem). Kolejne płyty ukazywały się regularnie, choć niezbyt często. W 1982 nagrał album w hołdzie innemu pianiście Theloniousowi Monkowi (Thelonica). Pismo „The Village Voice” uznało tę płytę za jedno z najlepszych nagrań roku. Przez długi czas Flanagan grał w triach, których pozostałymi muzykami byli kontrabasiści: George Mraz lub Peter Washington i perkusiści Kenny Washington, Lewis Nash albo Albert Heath.

### 1990-2001 Ostatnia dekada
Od początku lat 90. Flanagan zaczął być docenianym muzykiem: w 1990 jego album Jazz Poet został przez „Billboard” zaliczony do jednej z dziesięciu najlepszych płyt roku, w ankietach „Down Beat Magazine” krytycy umieszczali jego nazwisko na pierwszym miejscu wśród najlepszych pianistów (w latach 1992, 1994 i 1995), w 1993 otrzymał duńską Jazzpar Prize.
Był aktywny muzycznie przez cały czas, choć kolejne albumy ukazywały się rzadziej. Zmniejszyła się też częstotliwość występów na żywo. Regularnie, dwa razy do roku, Flanagan koncertował jedynie w klubie Village Vanguard. Jeden z takich marcowych występów w 1997 został zarejestrowany jako koncert urodzinowy (miał wtedy 67 lat). Ukazał się na płycie Sunset and the Mockingbird: The Birthday Concert. 
Flanagan grał w sposób oszczędny, skromny a jednocześnie bardzo melodyjny. Realizował muzycznie wiele najważniejszych pojęć kojarzonych z jazzem: swing, finezyjna harmonia, inwencja melodyczna, smutek bluesa z jednoczesnym poczuciem humoru. Pojawiał się też na albumach bardzo nowocześnie grających wykonawców (jego nie najlepsza gra w ekstremalnie szybkim i skomplikowanym harmonicznie tytułowym utworze płyty Giant Steps Johna Coltrane’a jest równie rzadkim, jak znanym przykładem problemów, jakie muzykowi potrafią sprawić nagłe i nietypowe zmiany w utworze (choć spotykane są też inne interpretacje jednak nagranie w 1982 płyty, na której Flanagan udowadnia swoje umiejętności, a której dał tytuł Giant Steps potwierdza raczej pierwszy pogląd). Na jego usprawiedliwienie można jedynie podać, że Coltrane ćwiczył te zmiany kilka miesięcy wcześniej niż muzycy w studiu).
W czasie swej kariery Flanagan był czterokrotnie nominowany do Nagrody Grammy – dwukrotnie w kategorii zespół jazzowy-najlepsze wykonanie (Best Jazz Performance - Group) i dwukrotnie w kategorii najlepsze solowe wykonanie jazzowe (Best Jazz Performance - Soloist). Obecnie ta kategoria nosi nazwę Best Jazz Instrumental Album, Individual or Group. W 1993 międzynarodowe grono krytyków jazzowych przyznało mu w Kopenhadze (Dania) doroczną nagrodę Jazzpar Prize. W 1996 został laureatem prestiżowej NEA Jazz Masters Award.
Jego osoba występuje w opowiadaniu „Chance Traveller” zamieszczonym w zbiorze Ślepa wierzba i śpiąca kobieta autorstwa japońskiego pisarza Haruki Murakami, który opisuje swoje przeżycia podczas koncertu Tommy’ego Flanagana.
Był dwukrotnie żonaty. Z pierwszą żoną, Ann, wziął ślub w 1960. Mieli czworo dzieci (Tommy Jr., Rachel, Jennifer, Ann - zm. w 1980). Rozwiedli się na początku lat 70. W 1976 ożenił się z Dianą Kershner.
Zmarł 16 listopada 2001, w szpitalu Mt. Sinai Hospital, na Manhattanie, w wieku 71 lat. Przyczyną śmierci był tętniak aorty.